# Bubbelsmaanmug
Bubbelsmaanmug (Tipula cava) is een tweevleugelige uit de familie langpootmuggen (Tipulidae). De soort komt voor in het Palearctisch gebied.